# Terry Giddy
Terence Giddy (Kempsey, Australia; 2 de abril de 1950-18 de agosto de 2023), más conocido como Terry Giddy, es un atleta paralímpico australiano, ganador de seis medallas en seis Juegos Paralímpicos.

## Biografía
Giddy nació el 2 de abril de 1950 en la ciudad de Kempsey, Nueva Gales del Sur, como el segundo de cuatro hijos. Se quedó parapléjico a la edad de 15 años después de un accidente de tala de árboles. Está casado con su esposa Margaret desde 1978, y tiene tres hijastros y dos nietos. Dirige Big Terry's Little Gym, que ha entrenado a levantadores de potencia que han ganado títulos mundiales. Mide 1,8 metros (2 yd)

## Carrera

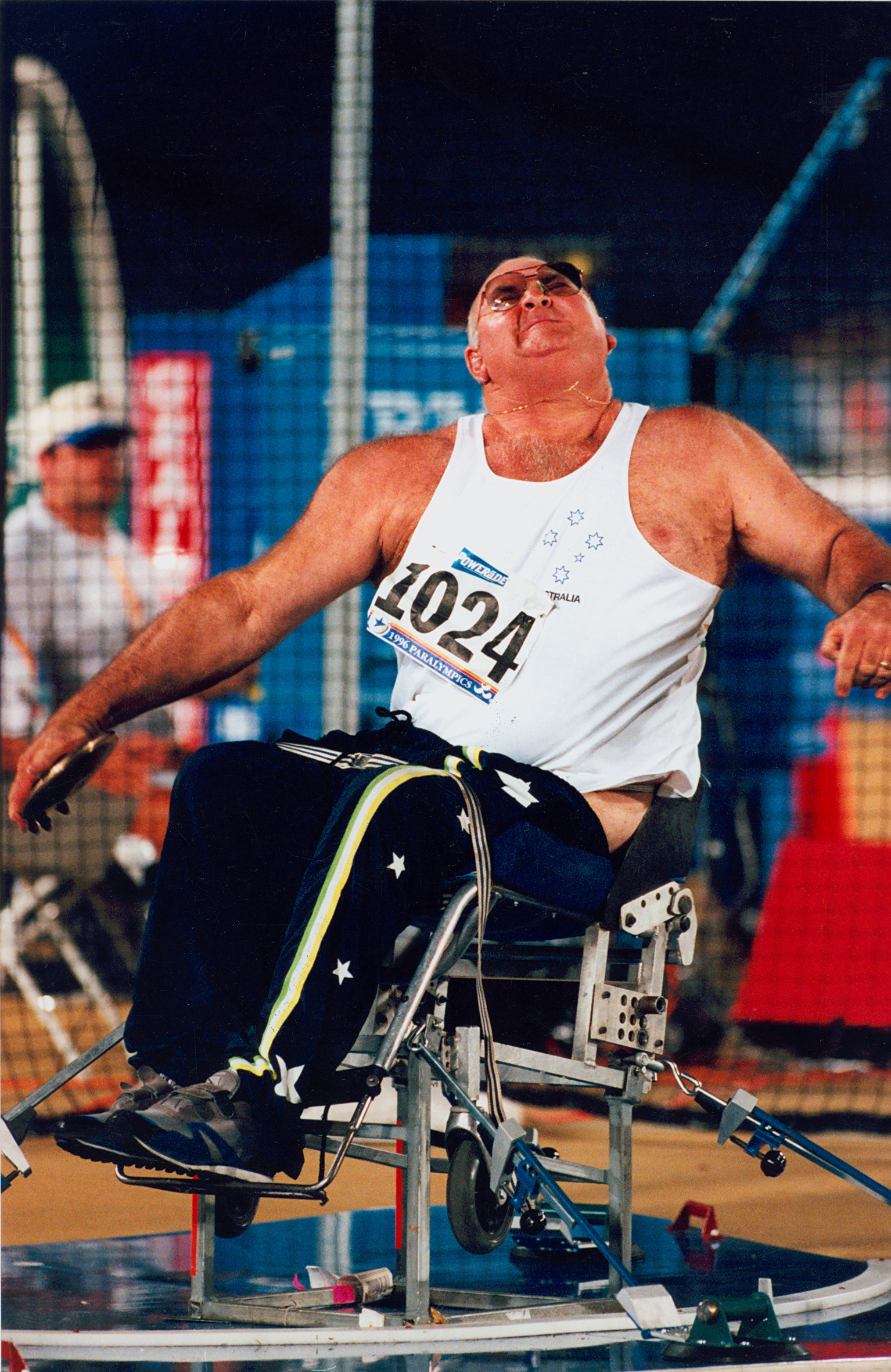
Giddy compitiendo en el evento de lanzamiento de disco sentado F55 en los Juegos Paralímpicos de 1996

Se involucró en el deporte paralímpico después de un desafío. Él dijo: "Comenzó en una fiesta de Navidad ... estábamos corriendo de un lado a otro y le dije al jefe que si entreno un poco más, podría llegar a los Juegos de la Mancomunidad. Mi jefe y mis colegas dijeron que si me elegían me enviarían lejos y así fue como comenzó".
Su primer concurso nacional fueron los Juegos Nacionales en 1969, y su primera competencia internacional fueron los Juegos Parapléjicos de la Mancomunidad de 1970 en Edimburgo, donde ganó tres medallas de oro y una de plata. En los Juegos Paralímpicos de Heidelberg 1972 ganó una medalla de plata en la competencia masculina de 100 m de silla de ruedas, y también participó en el equipo nacional de baloncesto en silla de ruedas masculino. Participó en 1974 en los juegos de la Mancomunidad en Dunedin, Nueva Zelanda. Fue seleccionado, pero no participó en los  juegos Paralímpicos de 1976 debido a enfermedad, y tampoco pudo participar en los juegos paralímpicos de  Arnhem 1980. Ganó una medalla de oro en los juegos d 1984 enlanzamiento de disco, una medalla de plata en la misma prueba en los Juegos Paralímpicos de 1988, la medalla de plata en el de lanzamiento de disco THW6 masculino, una de bronce en lanzamiento de bala THW6 en los juegos Paralímpicos de Barcelona 1992 y una medalla más de bronce en el evento masculino de lanzamiento de bala F55 en los Paralímpicos de Atlanta 1996.
Justo antes de los Juegos Paralímpicos de Sídney 2000, su clasificación cambió de F56 a F55, y le dijeron que había estado compitiendo en el grupo de discapacidad equivocado durante toda su carrera. No ganó ninguna medalla en los Juegos del 2000. Giddy lamentó su descalificación por las imágenes de video en el lanzamiento de bala en los Juegos de Sídney después de lanzar un récord mundial. En 2002, mientras entrenaba en Alemania para los títulos mundiales en Francia, se rompió el esternón y se lastimó la espalda en una caída. Luego se preparó para los Juegos Paralímpicos de Atenas 2004, pero la lesión en la espalda había vuelto y la placa en su espalda se había partido por la mitad. Se retiró a principios de 2004 debido a la lesión. Regresó para los Juegos de Melbourne 2006, donde llegó séptimo en el lanzamiento de bala sentado, y fue el atleta más antiguo de Australia en participar en los juegos de la Mancomunidad. En su cena de despedida en 2004, Chris Nunn, entrenador en jefe del equipo de atletismo australiano en los Juegos de Sídney, dijo: "Si bien puede haber viajado miles de millas en clase económica, su contribución siempre ha sido de primera clase".

## Reconocimientos
En 1988, recibió un Premio Australia Avanzado. En 2000, recibió una Medalla Deportiva Australiana. Ese año, llevó la antorcha olímpica de Sídney. También recibió un premio del Día de Australia y la llave de la ciudad de Kempsey. Fue uno de los tres paralímpicos que hicieron campaña sobre la seguridad laboral para WorkCover durante y después de los Juegos Paralímpicos de verano de 2000. En 2010, su rostro estuvo en la portada de las páginas blancas y amarillas de Kempsey.